# NEO (Sänger)

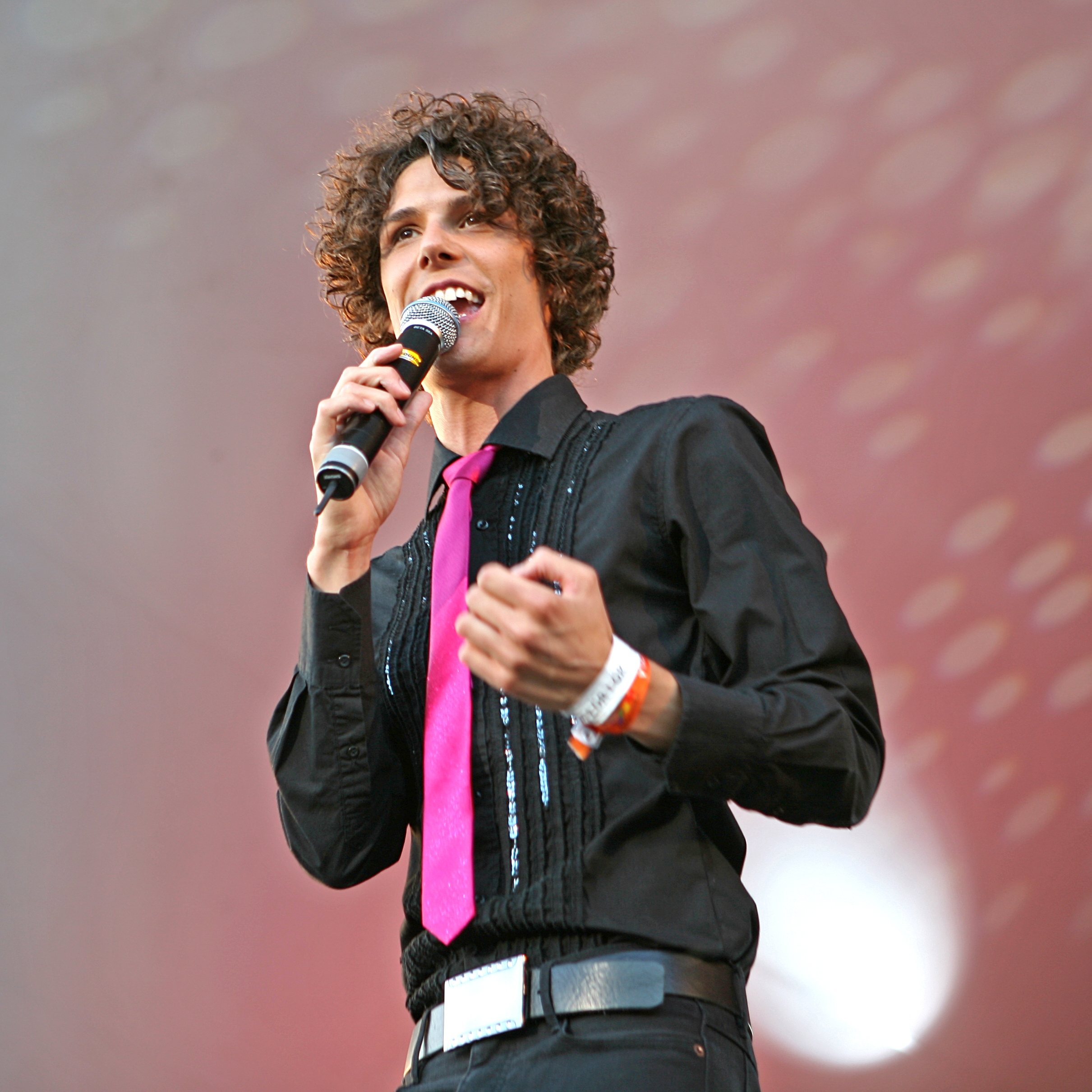
NEO auf dem Stockholm Pride 2009

NEO (bürgerlicher Name Linus Ingelsbo, * 16. Januar 1983 in Åsarp, Schweden) ist ein schwedischer Popsänger.

## Biografie
NEO wurde in seinem Heimatland Schweden bekannt, als er mit dem Song Human Frontier am Musikwettbewerb Melodifestivalen, dem schwedischen Vorentscheid zum Eurovision Song Contest 2010 in Oslo, teilnahm. Im südschwedischen Malmö konnte er eines der beiden Tickets für die „Zweite-Chance-Runde“ in Örebro gewinnen, in der er gegen Kalle Moreaus ausschied. Der Song Human Frontier kletterte anschließend bis auf Platz 16 der schwedischen Charts.
NEO beschreibt seine Musik als zeitgemäßen Pop mit den Melodien der 1970er und den Vibes der 1980er und vergleicht sich selbst mit Musikgrößen wie den Scissor Sisters, Mika, a-ha sowie Alphabeat. Das schwedische Männermagazin QX wählte NEO zum Newcomer des Jahres 2010. Vor seinem Durchbruch arbeitete der heute in Stockholm lebende Ingelsbo auf Gran Canaria als Hotelentertainer.

## Diskographie

### Alben
- 2008 – One
- 2010 – Human Frontier

### Singles
- 2008 – You Make Me Feel Like Dancing
- 2009 – Flower Power Supergirl
- 2010 – Human Frontier